# کارن اچ. گریگوریان
کارن اچ. گریگوریان (ارمنی: Կարեն Հ. Գրիգորյան; زاده ۲۵ فوریهٔ ۱۹۹۵) شطرنج‌باز اهل ارمنستان است.

## زندگی‌نامه
عنوان استادبزرگ شطرنج در مه ۲۰۱۳ در جریان جلسه هیئت مدیره در باکو به وی اعطا گردید. وی قهرمان زیر ۱۴ سال ارمنستان (۲۰۰۸)، مسابقات قهرمانی زیر ۱۶ اروپا (۲۰۱۰)، قهرمان یابود جی. کاسپاریان - استادان جوان ۲۰۱۰، تورنمنت ستارگان جوان ۲۰۱۱، مسابقات قهرمانی شطرنج ارمنستان (۲۰۱۱)، اوپن آلبنا (۲۰۱۲)، اوپن بین‌المللی Escacs Vila de Sitges در ژوئیه ۲۰۱۳،  مقام دوم اوپن ایروان (۲۰۱۷)، مقام نهم اوپن پنانگ (۲۰۱۷)، قهرمان شطرنج بین المللی آزاد یولیمارک (۲۰۱۷) بوده است.
| به‌دلیل برخی مشکلات فنی، نمودارها موقتاً قابل مشاهده نیستند. اطلاعات بیشتر پیرامون این مشکل در فابریکاتور و وبگاه مدیاویکی در دسترس است. | |
| | به‌دلیل برخی مشکلات فنی، نمودارها موقتاً قابل مشاهده نیستند. اطلاعات بیشتر پیرامون این مشکل در فابریکاتور و وبگاه مدیاویکی در دسترس است. |